# فابیو سرپا
فابیو سِـرپا (اسپانیایی: Fabio Zerpa‎؛ ‏ ۴ دسامبر ۱۹۲۸ – ۷ اوت ۲۰۱۹) نویسنده، مقاله‌نویس، بازیگر، پیراروان‌شناس، یوفوشناس و روزنامه‌نگار اهل اروگوئه بود که از سال ۱۹۵۱ به بعد، در آرژانتین زندگی می‌کرد.
از فیلم‌هایی که وی در آن‌ها نقش داشته‌است، می‌توان به گناه اشاره نمود.